# Kalevi Marjamaa
Martti Kalevi Marjamaa (ur. 29 stycznia 1953 w Nivala) – fiński bokser, mistrz Europy z 1975.
Startował w kategorii lekkiej (do 60 kg) na mistrzostwach Europy juniorów w 1972 w Bukareszcie, lecz uległ w pierwszej walce Polakowi Alfredowi Cichowlasowi.
Na pierwszych mistrzostwach świata w 1974 w Hawanie wystąpił w wadze lekkopółśredniej (do 63,5 kg). Po wygraniu jednego pojedynku przegrał w następnym z późniejszym złotym medalistą Ayubem Kalule z Ugandy.
Zdobył złoty medal w wadze półśredniej (do 67 kg) na mistrzostwach Europy w 1975 w Katowicach, gdzie w półfinale pokonał Jerzego Rybickiego, a w finale Victora Zilbermana z Rumunii. Na igrzyskach olimpijskich w 1976 w Montrealu przegrał pierwszą walkę w kategorii półśredniej z Walerijem Raczkowem z ZSRR.
Zdobył brązowy medal w wadze lekkośredniej (do 71 kg) na mistrzostwach Europy w 1977 w Halle po porażce w półfinale z Markusem Intlekoferem z RFN. Na kolejnych mistrzostwach Europy w 1979 w Kolonii przegrał pierwszą walkę w tej kategorii wagowej. Wystąpił w niej na igrzyskach olimpijskich w 1980 w Moskwie. Pokonał Rolanda Omoruyi z Nigerii, a w następnej walce przegrał z Ionelem Budușanem z Rumunii.
Kalevi Marjamaa był mistrzem Finlandii w wadze lekkiej w 1972, w wadze lekkopółśredniej w 1973 i w 1974, w wadze półśredniej w 1976 oraz w wadze lekkośredniej w 1977, 1979 i 1980, a także wicemistrzem w wadze półśredniej w 1975.
Jego szwagierką jest fińska lekkoatletka, sprinterka Helinä Marjamaa.